# Paix d'Antalcidas

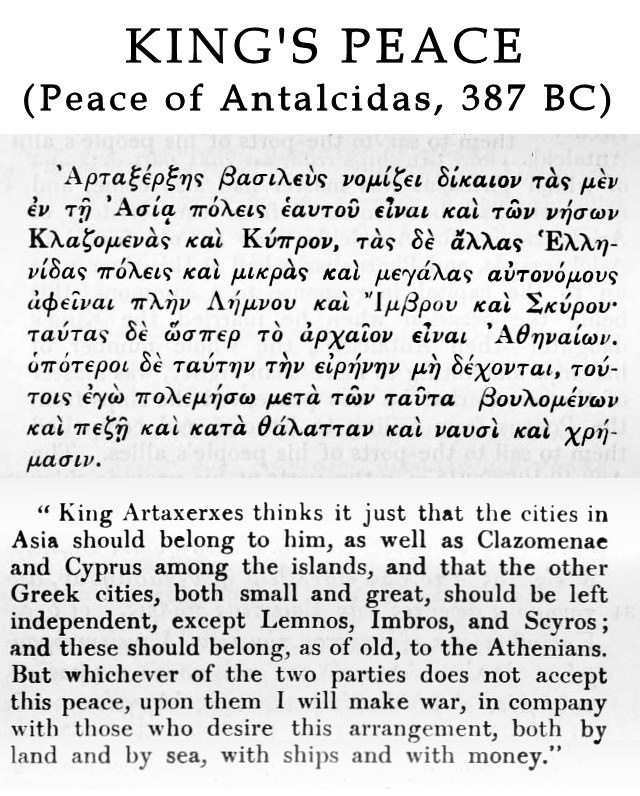
La Paix du Roi, promulguée par Artaxerxès II en 387 av. J.-C. Texte de Xénophon.

La Paix d'Antalcidas ou Paix du Roi est conclue en 386 av. J.-C. entre le roi perse Artaxerxès II et la cité de Sparte représentée par le général Antalcidas.
Ce traité marque la fin de la guerre de Corinthe. Elle est ensuite acceptée par Athènes, Thèbes, Corinthe et l'ensemble des cités grecques qui proclamèrent leur autonomie. Sparte devient la cité garante de la paix.